# 보디가드 (뮤지컬)

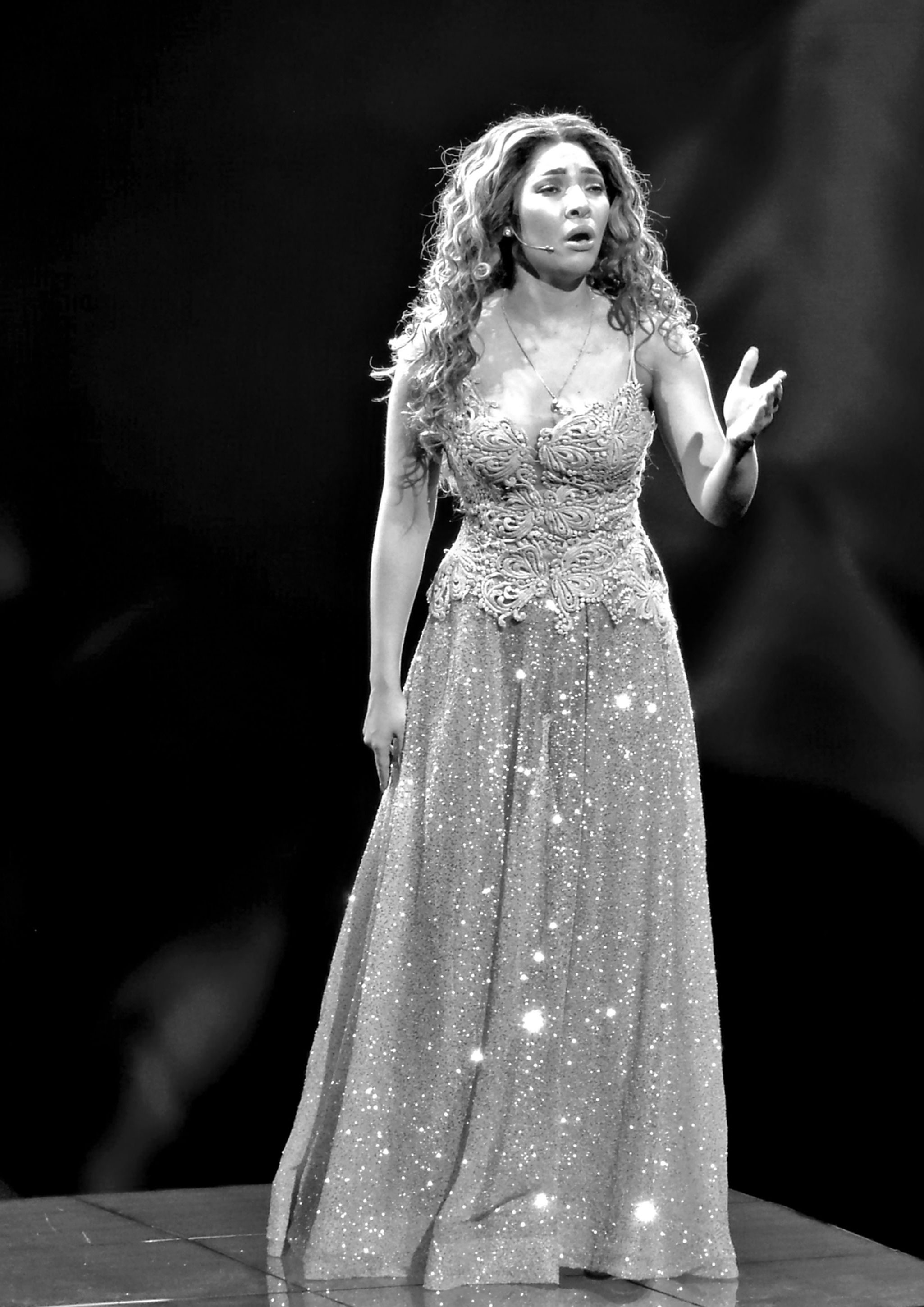

뮤지컬 《보디가드》(The Bodyguard)는 휘트니 휴스턴 주연의 미국 영화 《보디가드》(1992)를 뮤지컬로 만든 작품이다. 2016년 초연무대에 이어 2019년 두번째 공연을 가졌다. 영화 원작자 ‘로렌스 캐스단’이 어드바이저로 참여한 가운데 6년간의 개발 기간을 거쳐 2012년 12월 런던 웨스트엔드에서 초연되었다. 한국 공연은 《킹키부츠》에 이어 CJ ENM의 글로벌 공동 프로듀싱한 두 번째 작품으로 영국 초연 4년 만인 2016년에 아시아 최초로 올려졌다.

## 줄거리
팝스타 레이첼에게 의문의 협박편지가 날아든다. 뭔가 심상치 않음을 직감한 레이첼의 매니저는 전직 대통령 경호원이었던 프랭크에게 레이첼의 개인 경호를 부탁한다. 철저하게 원칙을 지키며 경호에 임하는 프랭크와 자유분방한 성격의 레이첼은 갈등을 겪지만 예기치 못한 위험 상황에서 프랭크가 레이첼을 구해내고 두 사람은 점차 사랑의 감정을 느끼게 된다.

## 등장인물
- 레이첼 마론
- 프랭크 파머
- 니키 마론
- 레이

## 캐스팅 정보
|             | 2019년             | 2016년             |
| ----------- | ------------------ | ------------------ |
| 레이첼 마론 | 김선영 손승연 해나 | 정선아 양파 손승연 |
| 프랭크 파머 | 이동건 강경준      | 박성웅 이종혁      |
| 니키 마론   | 최현선 정다희      | 최현선             |
| 레이        | 김대령             | 김대령             |

## 2019년 한국 공연
- 2019년 11월 28일부터 2020년 2월 23일까지 LG아트센터에서 두 번째 시즌을 맞이했다.[3]
- 2016년 12월 15일부터 2017년 3월 5일까지 LG아트센터에서 한국 초연무대를 가졌다.[4] 배우 박성웅이 프랭크 파머 역으로 뮤지컬 데뷔했다.[5]